# Ĺ
Cette page contient des caractères spéciaux ou non latins. S’ils s’affichent mal (▯, ?, etc.), consultez la page d’aide Unicode.
Ĺ (minuscule : ĺ), appelé L accent aigu, est une lettre utilisée dans l’écriture du ntcham et du slovaque.
Elle est formée de la lettre L diacritée d’un accent aigu.

## Utilisation
En slovaque, Ĺ sert à représenter le son [l̩ː] (soit un [l] syllabique long). C’est une lettre assez rare ; on la trouve dans des mots tels que kĺb (« articulation »)  ou stĺp (« colonne »). Elle ne doit pas être confondue avec Ľ, un L surmonté d’un hatchek, également utilisé en slovaque.

## Représentations informatiques
Le L accent aigu peut être représenté avec les caractères Unicode suivants :
- précomposé (latin étendu A)[1] :

| forme     | représentation | chaîne de caractères | point de code | description                           |
| --------- | -------------- | -------------------- | ------------- | ------------------------------------- |
| capitale  | Ĺ              | Ĺ                    | U+0139        | lettre majuscule latine l accent aigu |
| minuscule | ĺ              | ĺ                    | U+013A        | lettre minuscule latine l accent aigu |

- décomposé (latin de base, diacritiques) :

| forme     | représentation | chaîne de caractères | point de code | description                                       |
| --------- | -------------- | -------------------- | ------------- | ------------------------------------------------- |
| capitale  | Ĺ              | L◌́                   | U+004C U+0301 | lettre majuscule latine l diacritique accent aigu |
| minuscule | ĺ              | l◌́                   | U+006C U+0301 | lettre minuscule latine l diacritique accent aigu |

Des anciens codages informatiques permettent aussi de représenter le L accent aigu, ISO/CEI 8859-2 :
- capitale Ĺ : C5
- minuscule ĺ : E5